# 伯靈頓 (伊利諾伊州)
伯靈頓（英語：Burlington）是位於美國伊利諾伊州凱恩縣的一個村落。

## 地理
伯靈頓的座標為42°03′08″N 88°32′54″W / 42.05222°N 88.54833°W，而該地最高點為海拔高度282米（即925英尺）。

## 人口
根據2010年美國人口普查的數據，伯靈頓的面積為18.43平方千米，當中陸地面積為18.43平方千米，而水域面積為0.00平方千米。當地共有人口618人，而人口密度為每平方千米33人。